# Chris Morris (comico)
Chris Morris, nome completo Christopher J Morris (Colchester, 5 settembre 1965), è un comico, scrittore, regista, attore e doppiatore britannico.
È conosciuto per il suo umorismo nero e surreale e per la scelta di argomenti controversi. La sua tendenza a evitare i riflettori dei media lo ha visto diventare una delle figure più enigmatiche nella commedia britannica.

## Biografia
Nei primi anni 1990, Morris ha collaborato con il suo produttore radiofonico, Armando Iannucci, per creare On the Hour, un programma di commento satirico delle notizie; da questo nacque uno spin off televisivo, The Day Today, che ha lanciato la carriera di Steve Coogan, e da allora è riconosciuto come uno dei più importanti spettacoli satirici degli anni 1990. Morris ha sviluppato ulteriormente il format del tg satirico con Brass Eye, che prendeva in giro il mondo dello spettacolo. Per molti l'apoteosi della carriera di Morris è stato uno speciale di Brass Eye che si occupava del panico causato dal problema della pedofilia; diventò rapidamente uno dei programmi più criticati nella storia della televisione britannica, che portò il Daily Mail a descriverlo come "l'uomo più detestato in TV".
Nel frattempo, gli sketch postmoderni e la musica ambient dello show radiofonico di Morris Blue Jam lo aiutarono a crearsi un seguito di fan. Ha vinto un premio BAFTA per il miglior cortometraggio My Wrongs 8245–8249 & 117 nato dall'"espansione" di uno sketch di Blue Jam. Blue Jam è stato anche adattato nella serie tv Jam. Questa è stata poi seguita da Nathan Barley, una sitcom scritta in collaborazione con l'allora poco noto Charlie Brooker che prendeva in giro gli hipster, che fece bassi ascolti ma trovò poi il successo alla sua uscita in DVD. Morris in seguito si unì al cast della sitcom di Graham Linehan IT Crowd, il suo primo progetto in cui egli non ha avuto incarichi di scrittura o di produzione.
Nel 2003, Morris è stato elencato da The Observer come uno dei 50 attori più divertenti della commedia britannica.
Nel novembre 2007, Morris ha scritto un articolo per The Observer in risposta all'articolo di Ronan Bennett pubblicato sei giorni prima su The Guardian. L'articolo di Bennett, "Shame on us", accusava il romanziere Martin Amis di razzismo. La risposta di Morris, "L'assurdo mondo di Martin Amis", fu anch'essa molto critica nei confronti di Amis; anche se non ha aderito all'accusa di razzismo di Bennett, Morris ha paragonato Amis al religioso musulmano Abu Hamza (che è stato incarcerato per incitamento all'odio razziale nel 2006), suggerendo che entrambi gli uomini impiegano "finta erudizione, vetriolo e citazioni decontestualizzate dal Corano" per incitare all'odio.
Nel 2010, Morris ha diretto il suo primo lungometraggio, Four Lions, che prende in giro il terrorismo islamico attraverso un gruppo di inetti anglopakistani. La ricezione del film è stata ampiamente positiva, facendo guadagnare a Morris il suo secondo BAFTA, nella categoria "Outstanding Debut". Dal 2012, ha diretto quattro episodi di Veep - Vicepresidente incompetente, serie televisiva di Iannucci ed è apparso sullo schermo in The Double e Stewart Lee's Comedy Vehicle.

## Vita privata
Morris e sua moglie, l'attrice e agente letteraria Jo Unwin, vivono nel quartiere Brixton di Londra. Si sono incontrati nel 1984 al Festival di Edimburgo, quando Morris suonava il basso per la Footlights ed Ynwin era in una troupe comica chiamata Millies. Hanno due figli, Charles e Frederick, entrambi nati a Lambeth nel sud di Londra.

## Filmografia parziale
- Nathan Barley - serie televisiva (2005), sceneggiatore e regista
- IT Crowd (The IT Crowd) - serie televisiva, 7 episodi (2006–2008), attore
- Veep - Vicepresidente incompetente (Veep) - serie televisiva (2013), regista
- Four Lions - film (2010), regista
- Verrà il giorno... (The Day Shall Come) - film (2019), regista